# Törpe háromujjú lajhár
A törpe háromujjú lajhár (Bradypus pygmaeus) az emlősök (Mammalia) osztályának szőrös vendégízületesek (Pilosa) rendjéhez, ezen belül a lajhárok (Folivora) alrendjéhez és a háromujjú lajhárfélék (Bradypodidae) családjához tartozó faj.

## Elterjedése
A panamai Isla Escudo de Veraguas szigeten honos. A mangroveerdőkben találkozhatunk vele. Maga a sziget lakatlan, de ott is vágják a fát, így a törpe háromujjú lajhár a világ egyik legritkább állata, mindössze 100 példánya él, ezért az IUCN vörös listáján a kihalófélben kategóriában szerepel.

## Megjelenése
A törpe háromujjú lajhárnak a szőre azért zöldes színű, mert algák telepednek meg a szőrében. Testhossza 48–53 cm. Testtömege 2,5–3,5 kg, átlagos testtömege 2,9 kg, ezért a legkisebb lajhár.

## Életmódja
Úgy, mint a többi lajhárnak, a törpe háromujjú lajhár anyagcseréje is lassú, tápláléka levelekből áll.

## Szaporodása
Párzási időszak időpontja ismeretlen. Az biztos, hogy a törpe háromujjú lajhár csupán egy kölyköt hoz világra, aki februártól áprilisig születhet meg.